# CHa-31
CHa-31 — мисливець за підводними човнами Імперського флоту Японії, який взяв участь у Другій світовій війні.
CHa-31 належав до серії допоміжних мисливців, споруджених з використанням можливостей малих суднобудівних підприємств. Ці кораблі мали дерев'яний корпус та при зникненні зацікавленості в них зі сторони збройних сил мали бути перетворені на риболовецькі судна.
Спорудження корпусу CHa-31 здійснили на верфі в Сікоку (Shikoku), а його оснащення озброєнням провели на верфі ВМФ у Куре.
З червня 1943-го корабель ніс службу в районі порту Саєкі (північно-східне узбережжя Кюсю), а в серпні був включений до 81-го охоронного загону, що діяв у Океанії. 2—17 вересня CHa-16 у складі конвою № 3902 пройшов з Йокосуки на Трук (розташована в центральній частині Каролінських островів головна японська база в Океанії), а 18 вересня в конвої № 1212 вийшов далі на південь до Рабаула (головна передова база в архіпелазі Бісмарка).
16 жовтня 1943-го CHa-31 перебував у морі Бісмарка біля північно-східного завершення острова Нова Британія, де був виявлений та потоплений американським літаком B-24.